# Ма Сэнь
Ма Сэнь (кит. трад. 馬森, палл. Ма Сэнь, англ. Ma Sen; 3 октября 1932 года, провинция Шаньдун — 3 декабря 2023 года) — тайваньский писатель, драматург.
Ма Сэнь также известен как литературный критик, писатель-фантаст и драматург. Он изучал кино и драму во Франции, начиная с 1961 года, а затем изучал социологию в Университете Британской Колумбии. Профессор Колледжа литературоведения Университета Фогуан.
Главными произведениями считаются сборник рассказов «Одиночество» (孤絕, 1976—1978) и роман «Ночное путешествие» (夜遊, 1977), пьесы «Пейзаж за окном» (窗外風景) и «Цветок и меч»(花與劍). Последнюю он написал в годы путешествия по Мексике (1967—1972).
Как исследователь написал теоретические работы: «Глубинная структура китайской культуры», «Два западных течения современной китайской литературы», сборник рассказов о Тайнане «Истории Фучэна» (2008).

## Ссыфлки
- Размышления Ма Сэня о китайской литературной сцене около 1991 года